# Werner Schaad
Werner Schaad (* 12. Januar 1905 in Stein am Rhein; † 13. Januar 1979 in Schaffhausen, heimatberechtigt in Oberhallau, Neunkirch und Schaffhausen) war ein Schweizer Maler, Zeichner, Glasmaler und Zeichenlehrer.

## Leben und Werk
Werner Schaad war ein Sohn des Reallehrers Samuel (1873–1940) und der aus Neunkirch stammende Elise, geborene Wildberger. Sein älterer Bruder war der Architekt Walter H. Schaad. Schon mit acht Jahren begann er Gebäude, Fabrikanlagen und Bahnhöfe perspektivisch im Grund- und Aufriss zu zeichnen. 
Auf Anregung des Künstlers Fritz Widmann studierte er von 1923 bis 1924 Aktzeichnen an der Académie Colarossi in Paris und machte autodidaktische Studien im Louvre und im Musée du Luxembourg. 1925/1926 besuchte er für zwei Semester die Akademie der Bildenden Künste München und wurde von Hermann Groeber unterrichtet. Als er für sich die Werke von Monet, van Gogh, Gauguin und Cézanne entdeckte, entschloss er sich, das Studium abzubrechen und in Paris weiter zu studieren. Zusammen mit seinem Studienfreund Kurt Arnscheidt (1906–2001) reiste er nach Nürnberg, Prag und Wien. In Paris bezogen sie 1926 in der Künstlerkolonie der Rue Tourlaque auf dem Montparnasse ein Atelier. Die Begegnung mit dem Werk von Giorgio de Chirico bestätigte ihn in seinen dem Magischen Realismus nahestehenden Architektur-Kompositionen und die persönliche Begegnung mit René Magritte verhalf seiner intellektuellen Malerei zum Durchbruch. Seine Werke konnte er jedoch nur selten verkaufen.
Als Schaad 1933 nach Schaffhausen zurückkehrte, zerstörte er zahlreiche seiner surrealistischen Werke und entschloss sich schweren Herzens, seinen Haupterwerb zukünftig als Zeichenlehrer zu bestreiten. In der Folge erwarb er das Zeichenlehrerpatent in Bern, wurde 1935 als Zeichenlehrer an die Kantonsschule Schaffhausen gewählt und unterrichtete bis zu seiner Pension 1970. Unter vielen anderen war Harry Buser ein Schüler von Schaad. 1939 heiratete Schaad Gertrud, geborene Müller, die Sekretärin des Schuldirektors. Zusammen hatten sie vier Kinder. Eine Tochter ist Isolde Schaad. Nach dem Tod seiner Frau heiratete er 1974 Veronika, geborene Kübler.
Schaad war Mitglied der Zürcher Sektion der Gesellschaft Schweizerischer Maler und Bildhauer (GSAMBA) und war eng mit Hermann Knecht befreundet. Zudem war er Mitglied der Gesellschaft Schweizerischer Zeichenlehrer sowie im Vorstand des Schaffhauser Kunstvereins und des Historischen Vereins. Von 1948 bis 1956 war er als nebenamtlicher Konservator der Kunstabteilung des Museums zur Allerheiligen tätig.
Schad schuf neben seinen Gemälden Glasmalereien und Mosaike im öffentlichen Raum der Region Schaffhausen. 1963 erhielt er den Georg-Fischer Kunstpreis. 1965 und 1975 fanden Retrospektiven im Museum zur Allerheiligen statt. Werner Schaad gilt als einer der ersten Schweizer Surrealisten.  